# Фокс Кесада, Висенте
Висе́нте Фокс Кеса́да (исп. Vicente Fox Quesada; род. 2 июля 1942 года) — президент Мексики от оппозиционной Партии национального действия в 2000—2006 гг.

## Биография
Родился в Мехико в обеспеченной семье преимущественно европейского происхождения. Его мать была баскской беженкой из Гипускоа, а отец — сыном американца эльзасского происхождения (первоначальная фамилия нем. Fuchs) и мексиканки, сохранявшего гражданство США до 1946 года.
Обучался в Ибероамериканском университете в Мехико и в Гарварде.
Начал работать в качестве начальника по надзору за транспортными операциями Кока-Колы, и после успешного исполнения своих обязанностей был назначен управляющим всей сети компании в Латинской Америке. В 1988 году избран в Палату депутатов парламента Мексики. В 1995 году избран губернатором родного штата Гуанахуато и занимал этот пост до 1999 года.
2 июля 2000 года был избран президентом страны, получив 42,5 % голосов и прервав многолетнюю монополию на власть Институциональной революционной партии.

## Характеристика
После окончания своего срока, внешне привлекательный (высокий и светлокожий для среднего мексиканца) В. Фокс был признан одним из самых харизматичных лидеров мира, который, однако, мало что сумел сделать для своей страны. Экономический рост в Мексике в период его правления был незначительным, сохранялась массовая бедность населения, ухудшилось положение аграрного юга (Табаско, Чьяпас), а нелегальная миграция в США достигла критических, до этого невиданных размеров в 500 000—600 000 человек в год.

## Личная жизнь
2 июля 2001 года вступил в гражданский брак с Мартой Саагун, после расторжения брака с бывшей супругой Лилиан де ла Коча. В июле 2009 года закрепил брачные узы с Мартой Саагун церковной церемонией.

## Преступления против известных мексиканских деятелей
Во время правления Висенте Фокса в Мехико произошли множество преступлений против известных мексиканских деятелей, два из которых закончились трагически:
- 2002 — похищены сёстры Лаура и Эрнестина Сапата. Сестра Талия заплатила бандитам крупный выкуп.
- 29 апреля 2005 года в результате разбойного нападения, от проблем с сердцем скончалась известная актриса Мариана Леви.
- 20 декабря 2005 года был застрелен киллером известный мексиканский актёр Хосе Роберто Хилл.

Два убийства известных актёров В. Фокс воспринял как личную трагедию, присутствовал на торжественных похоронах обоих актёров. Он распорядился выплатить огромную материальную помощь троим малолетним детям актрисы Марианы Леви, до достижения их совершеннолетия.